# La corona di spade
La corona di spade (titolo originale: A Crown of Swords) è il settimo libro del ciclo fantasy La Ruota del Tempo, pubblicato dallo scrittore statunitense Robert Jordan nel 1996. Il libro è formato da un prologo e  41 capitoli.
Il libro è stato tradotto in tedesco, spagnolo, norvegese, russo, italiano e numerose altre lingue.

## Trama
La trama del libro è formata da tre principali sottotrame:
- La prima sottotrama riguarda il Drago Rinato. Rand al'Thor, si sta preparando attentamente per attaccare il Reietto Sammael che si è impadronito del regno di Illian; nel frattempo intraprende una relazione con  Min Farshaw, che lo aiuta a risollevarsi dai momenti cupi, portati dal suo ruolo di Drago Rinato e dalla sua condizione di incanalatore destinato alla pazzia. Durante questo periodo di preparazione fa la conoscenza con la leggendaria Aes Sedai Cadsuane, che contribuisce ad innervosirlo. Inoltre fa stipulare a Merana e Rafela Sedai un trattato con il Popolo del Mare. Infine, preso da un momento di eccessiva sicurezza, sul fatto di essere ta'veren, si reca con Min nel campo dei nobili ribelli Caraline Damodred, Toram Riatin e Darlin Sisnera, riunitisi in un bosco nei pressi di Cairhien. Laggiù incontra di nuovo Cadsuane, altre Sorelle e soprattutto il suo arci nemico Padan Fain; Rand però, prima di poter intervenire ed ucciderlo, è costretto a duellare con Toram Riatin. Durante il duello un Bolla di Male si abbatte e devasta il campo e Fain ne approfitta per colpire Rand con il Pugnale contaminato di Shadar Logoth. Rand viene salvato per miracolo dal pronto intervento prima di alcune Aes Sedai e poi dell'Asha'man Damer Flinn. Ripresosi dalla ferita, Rand ne approfitta per sferrare un colpo a sorpresa contro Illian; grazie agli Asha'man conquista la città e poi insegue Sammael fino a Shadar Logoth. Nella città maledetta rischia di rimanere ucciso, ma viene salvato da un misterioso personaggio (Moridin) e poi riesce finalmente ad eliminare Sammael. Tornato ad Illian, viene incoronato re della città con la “Corona d'alloro” che d'ora innanzi verrà chiamata la “Corona di Spade”.
- La seconda sottotrama riguarda le Aes Sedai ribelli ad Elaida. Grazie ai loro maneggi, finalmente Egwene al'Vere e la sua fida consigliera, Siuan Sanche riescono a smuovere le Sorelle ed a partire da Salidar con il loro esercito.  Prima di partire però Egwene riesce a smascherare il fatto che Moiraine e Myrelle si siano scambiate in segreto il legame di Lan; scopre inoltre che alcune tra le Sorelle più importanti hanno infiltrato delle spie all'interno della Torre Bianca, ma all'insaputa delle Adunanti. Egwene può approfittare di queste scoperte per costringere, oltre che Myrelle, anche Sheriam, Anaya, Morvrin, Carlinya, Beonin e Nisao a giurarle fedeltà.
- La terza sottotrama si svolge nella grande città di Ebou Dar in Altara. Laggiù Elayne Trakand, Nynaeve al'Meara e Mat Cauthon cercano e trovano la Coppa dei Venti, un ter'angreal in grado di sistemare il clima, impazzito per un caldo eccessivo ed innaturale, causato dal tocco del Tenebroso. Nelle loro imprese si scontrano con i Reietti, con l'Ajah Nera ed un Gholam. Inoltre fanno conoscenza e stipulano degli accordi con  la Famiglia e gli Atha'an Miere. Al momento della partenza, però, Mat è costretto a rimanere in città per cercare Olver, restando gravemente ferito nella conquista Seanchan di Ebou Dar.

## Edizioni in italiano
- Robert Jordan, 7: La corona di spade: romanzo traduzione dall'inglese di Valeria Ciocci, Roma: Fanucci, 2006
- Robert Jordan, 7: La corona di spade: romanzo traduzione dall'inglese di Valeria Ciocci, Roma : Tif Extra Fanucci, 2009
- Robert Jordan, 7: La corona di spade: settimo volume del ciclo de la ruota del tempo, traduzione dall'inglese di Gabriele Giorgi, Roma: Fanucci, 2019